# Zeleneu, Cozmeni
Zeleneu, întâlnit și sub forma Zelenău sau Pleșenița (între 1942-1944) (în ucraineană Зеленів, transliterat Zeleniv și în germană Zeleneu sau Seleneu) este un sat în raionul Cozmeni din regiunea Cernăuți (Ucraina), depinzând administrativ de comuna Berbești. Are 836 locuitori, preponderent ucraineni (ruteni).
Satul este situat la o altitudine de 198 metri, în partea de sud-vest a raionului Cozmeni.

## Istorie
Localitatea Zeleneu a făcut parte încă de la înființare din regiunea istorică Bucovina a Principatului Moldovei, purtând denumirea de Pleșnița. În ianuarie 1775, ca urmare a atitudinii de neutralitate pe care a avut-o în timpul conflictului militar dintre Turcia și Rusia (1768-1774), Imperiul Habsburgic (Austria de astăzi) a primit o parte din teritoriul Moldovei, teritoriu cunoscut sub denumirea de Bucovina. După anexarea Bucovinei de către Imperiul Habsburgic în anul 1775, localitatea Zeleneu a făcut parte din Ducatul Bucovinei, guvernat de către austrieci, făcând parte din districtul Cozmeni (în germană Kotzmann). 
După Unirea Bucovinei cu România la 28 noiembrie 1918, satul Zeleneu a făcut parte din componența României, în Plasa Ceremușului a județului Storojineț. Pe atunci, majoritatea populației era formată din ucraineni, existând și o comunitate de români.
Ca urmare a Pactului Ribbentrop-Molotov (1939), Bucovina de Nord a fost anexată de către URSS la 28 iunie 1940, reintrând în componența României în perioada 1941-1944. Apoi, Bucovina de Nord a fost reocupată de către URSS în anul 1944 și integrată în componența RSS Ucrainene. 
Începând din anul 1991, satul Zeleneu face parte din raionul Cozmeni al regiunii Cernăuți din cadrul Ucrainei independente. Conform recensământului din 1989, numărul locuitorilor care s-au declarat români plus moldoveni era de 7 (5+3), reprezentând 0,77% din populație . În prezent, satul are 836 locuitori, preponderent ucraineni.

## Demografie
Componența lingvistică a localității Zeleneu
     Ucraineană (99,16%)
     Alte limbi (0,84%)
Conform recensământului din 2001, majoritatea populației localității Zeleneu era vorbitoare de ucraineană (99,16%), existând în minoritate și vorbitori de alte limbi.
1989: 907 (recensământ)
2007: 836 (estimare)

### Recensământul din 1930
Componența etnică a comunei Zeleneu (județul Storojineț)
     Români (1,3%)
     Evrei (3,63%)
     Ruteni (93,66%)
     Ruși (1,21%)
     Germani (0,2%)
Componența confesională a comunei Zeleneu
     Ortodocși (95,81%)
     Mozaici (3,63%)
     Altă religie (0,56%)
Conform recensământului efectuat în 1930, populația comunei Zeleneu se ridica la 1.074 locuitori. Majoritatea locuitorilor erau ruteni (93,66%), cu o minoritate evrei (3,63%), una de ruși (1,21%), una de români (1,30%) și una de germani (0,2%). Din punct de vedere confesional, majoritatea locuitorilor erau ortodocși (95,81%), dar existau și mozaici (3,63%). Alte persoane au declarat: romano-catolici (2 persoane) și greco-catolici (4 persoane).

## Obiective turistice
- Biserica de lemn cu hramul "Sf. Arhanghel Mihail" - construită în anul 1901 [4]